# مويسيس سولانا
مويسيس سولانا (بالإسبانية: Moisés Solana Arciniega) (و. 1935 – 1969 م) هو سائق فورمولا 1، وسائق سيارة سباق، ومهندس مكسيكي، ولد في مدينة مكسيكو، توفي عن عمر يناهز 34 عاماً.